# Cherokee County (Georgia)
Das Cherokee County ist ein County im Bundesstaat Georgia der Vereinigten Staaten. Der Verwaltungssitz (County Seat) ist Canton.

## Geographie
Das County liegt nordnordwestlich vom geographischen Zentrum von Georgia, ist im Norden etwa 100 km von Tennessee und im Westen etwa 80 km von Alabama entfernt. Es hat eine Fläche von 1124 Quadratkilometern, wovon 27 Quadratkilometer Wasseroberfläche sind und grenzt im Uhrzeigersinn an folgende Countys: Pickens County, Dawson County, Forsyth County, Fulton County, Cobb County und Bartow County.
Das County ist Teil der Metropolregion Atlanta.

## Geschichte
Cherokee County wurde am 21. Dezember 1830 als Original County aus dem von dem Indianerstamm der Cherokee bevölkerten Gebiet gebildet, nach denen es auch benannt wurde.

## Demografische Daten
Laut der Volkszählung von 2010 verteilten sich die damaligen 214.346 Einwohner auf 75.936	bewohnte Haushalte, was einen Schnitt von 2,80 Personen pro Haushalt ergibt. Insgesamt bestehen 82.360 Haushalte.
76,2 % der Haushalte waren Familienhaushalte (bestehend aus verheirateten Paaren mit oder ohne Nachkommen bzw. einem Elternteil mit Nachkomme) mit einer durchschnittlichen Größe von 3,20 Personen. In 41,4 % aller Haushalte lebten Kinder unter 18 Jahren sowie in 18,9 % aller Haushalte Personen mit mindestens 65 Jahren.
29,9 % der Bevölkerung waren jünger als 20 Jahre, 26,5 % waren 20 bis 39 Jahre alt, 29,5 % waren 40 bis 59 Jahre alt und 14,4 % waren mindestens 60 Jahre alt. Das mittlere Alter betrug 36 Jahre. 49,4 % der Bevölkerung waren männlich und 50,6 % weiblich.
86,6 % der Bevölkerung bezeichneten sich als Weiße, 5,7 % als Afroamerikaner, 0,4 % als Indianer und 1,7 % als Asian Americans. 3,7 % gaben die Angehörigkeit zu einer anderen Ethnie und 2,1 % zu mehreren Ethnien an. 9,6 % der Bevölkerung bestand aus Hispanics oder Latinos.
Das durchschnittliche Jahreseinkommen pro Haushalt lag bei 67.371 USD, dabei lebten 10,3 % der Bevölkerung unter der Armutsgrenze.

## Kultur und Sehenswürdigkeiten

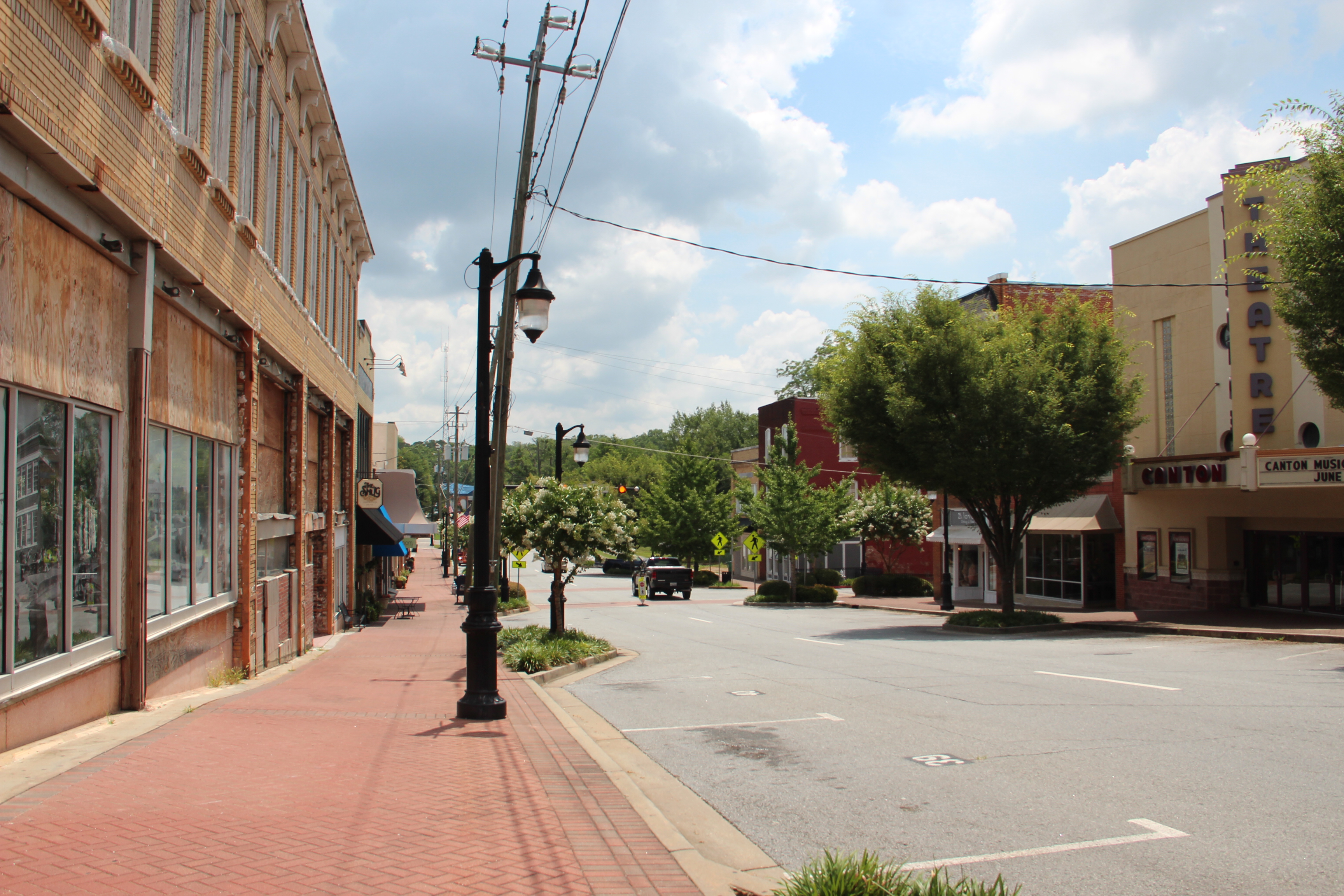
Canton Commercial Historic District (2015). Dieser historische Schutzbezirk hat eine Größe von 0,8 Hektar und enthält Contributing Properties („beitragende Liegenschaften“). Der Stadtteil entstand um die Jahrhundertwende zum 20. Jahrhundert und wurde im Januar 1984 als zweites Objekt im County in das NRHP eingetragen.

Neun Bauwerke und „historische Bezirke“ (Historic Districts) im Cherokee County sind im National Register of Historic Places („Nationales Verzeichnis historischer Orte“; NRHP) eingetragen (Stand 4. August 2023), neben dem Gerichts- und Verwaltungsgebäude sind dies unter anderem zwei ehemalige Fabrikgebäude und ein ehemaliger Bahnhof.

## Orte im Cherokee County
Orte im Cherokee County mit Einwohnerzahlen der Volkszählung von 2010:
Cities:
- Ball Ground – 1.433 Einwohner
- Canton (County Seat) – 22.958 Einwohner
- Holly Springs – 9.189 Einwohner
- Mountain Park – 547 Einwohner
- Nelson – 1.314 Einwohner
- Waleska – 644 Einwohner
- Woodstock – 23.896 Einwohner

## Tornado 1992

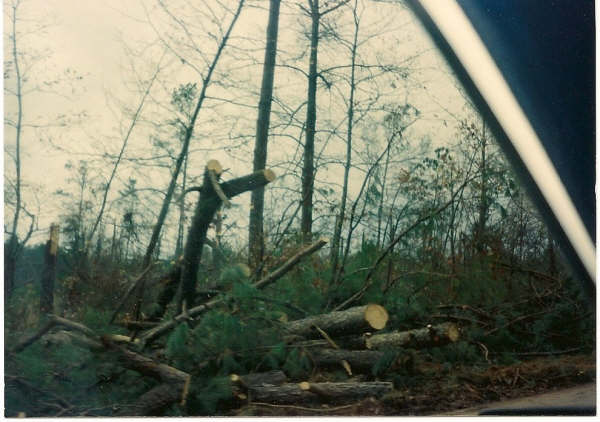
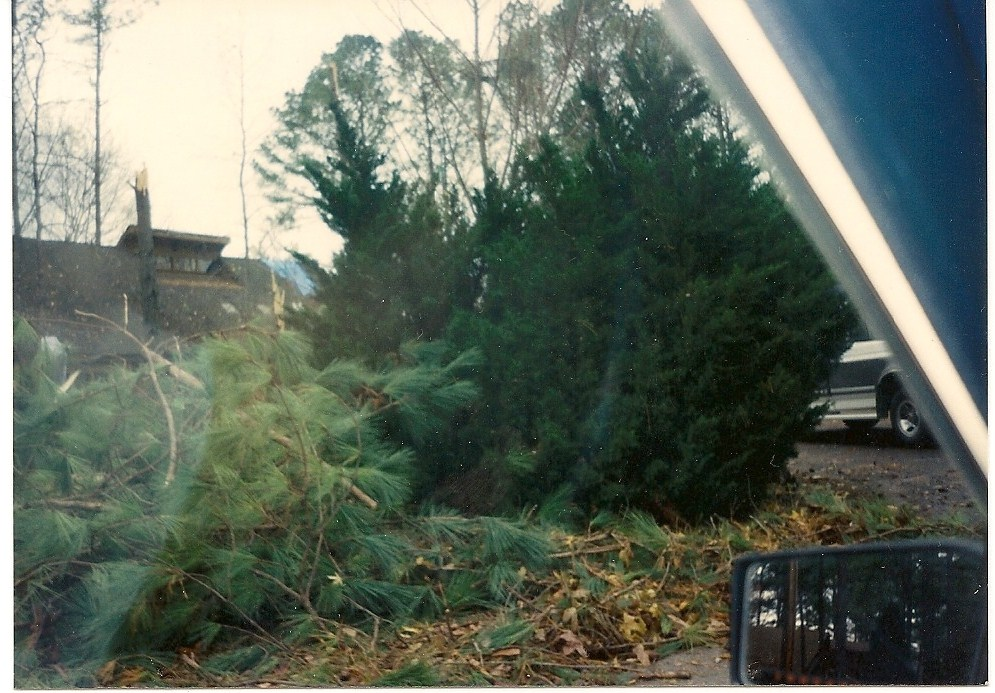
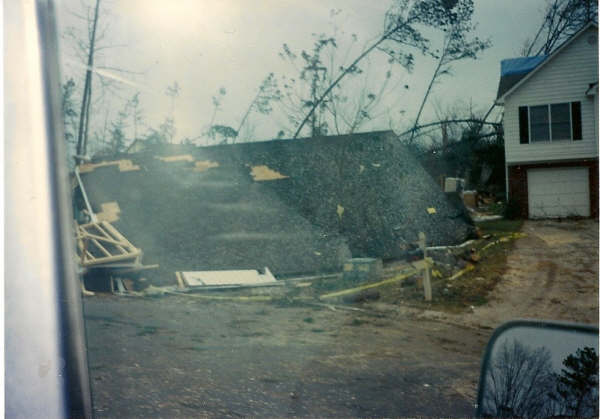
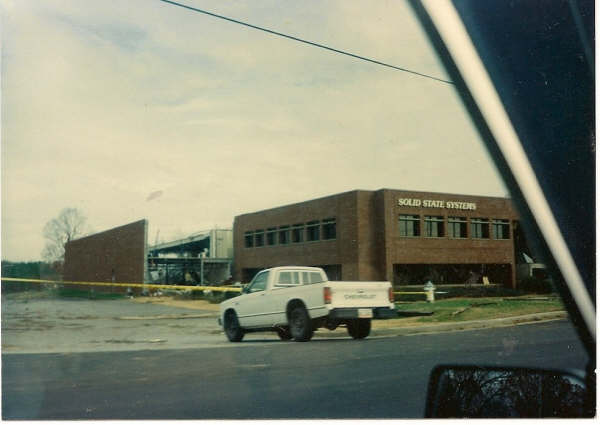